# Чифлук Разгојнски
Чифлук Разгојнски је насељено место града Лесковца у Јабланичком округу. Према попису из 2022. било је 239 становника (према попису из 2002. било је 335 становника).

## Положај и тип села
Село је подигнуто поред леве обале Јужне Мораве, на њеној алувијалној равни.
Припада селима збијеног типа, са кућама углавном поред пута који води из Брејановца за Разгојну. Због те карактеристике сматра се и друмским насељем.

## Етимологија
Село је највероватније добило име по чифлуку који је назван Разгојнски јер му је село Разгојна било најближе односно зато што су господари чифлука били и господари Разгојне.
Чифлук је, у доба турске владавине, био назив за имање у власништву спахија. Спахије су могле чифлучку земљу обрађивати у личној режији или давати у закуп. Најефикаснији и најрентабилнији начин привређивања на чифлуцима, за њихове власнике, био је обрада земље помоћу најамних радника са којима је чифлук сахибија склапао сваке године уговор о раду. Радници су живели у зградама подигнутим на чифлуку а били су плаћени у натури и у новцу. Тако је и са овим чифлуком поступао његов власник који је у народу остао упамћен као Пашага.
Временом је, од насеља људи који су радили на овом чифлуку, створено самостално сеоско насеље.

## Воде
Кроз атар села протиче Јужна Морава. Због њеног притиска издан је висока те се лако до ње долази. Последица тога је да свака кућа у селу има свој бунар.

## Путеви
Налази се на путу који спаја Лесковац са Разгојном и Бабичком.

## Демографија
У насељу Чифлук Разгојнски живи 270 пунолетних становника, а просечна старост становништва износи 43,9 година (41,7 код мушкараца и 46,3 код жена). У насељу има 88 домаћинстава, а просечан број чланова по домаћинству је 3,81.
Ово насеље је у потпуности насељено Србима (према попису из 2002. године), а у последња три пописа, примећен је пад у броју становника.
|  |

| Демографија | Демографија | Демографија |
| Година      | Становника  | Становника  |
| ----------- | ----------- | ----------- |
| 1948.       | 466         |             |
| 1953.       | 469         |             |
| 1961.       | 443         |             |
| 1971.       | 425         |             |
| 1981.       | 413         |             |
| 1991.       | 372         | 365         |
| 2002.       | 335         | 337         |
| 2011.       | 312         |             |
| 2022.       | 239         |             |

| Етнички састав према попису из 2002.‍ | Етнички састав према попису из 2002.‍ | Етнички састав према попису из 2002.‍ | Етнички састав према попису из 2002.‍ | Етнички састав према попису из 2002.‍ |
| ------------------------------------ | ------------------------------------ | ------------------------------------ | ------------------------------------ | ------------------------------------ |
|                                      |                                      |                                      |                                      |                                      |
| Срби                                 | Срби                                 |                                      | 335                                  | 100,0%                               |
| непознато                            | непознато                            |                                      | 0                                    | 0,0%                                 |

| Година пописа     | 1948. | 1953. | 1961. | 1971. | 1981. | 1991. | 2002. |
| ----------------- | ----- | ----- | ----- | ----- | ----- | ----- | ----- |
| Број домаћинстава | 67    | 83    | 93    | 95    | 96    | 93    | 88    |

| Број чланова      | 1  | 2  | 3  | 4  | 5  | 6  | 7 | 8 | 9 | 10 и више | Просек |
| ----------------- | -- | -- | -- | -- | -- | -- | - | - | - | --------- | ------ |
| Број домаћинстава | 13 | 20 | 10 | 13 | 11 | 10 | 4 | 6 | 1 | 0         | 3,81   |

| Пол    | Укупно | Неожењен/Неудата | Ожењен/Удата | Удовац/Удовица | Разведен/Разведена | Непознато |
| ------ | ------ | ---------------- | ------------ | -------------- | ------------------ | --------- |
| Мушки  | 146    | 30               | 98           | 15             | 3                  | 0         |
| Женски | 134    | 11               | 101          | 20             | 2                  | 0         |
| УКУПНО | 280    | 41               | 199          | 35             | 5                  | 0         |

| Пол    | Укупно                    | Пољопривреда, лов и шумарство | Рибарство                            | Вађење руде и камена | Прерађивачка индустрија       |
| ------ | ------------------------- | ----------------------------- | ------------------------------------ | -------------------- | ----------------------------- |
| Мушки  | 102                       | 63                            | 0                                    | 0                    | 11                            |
| Женски | 79                        | 73                            | 0                                    | 0                    | 0                             |
| УКУПНО | 181                       | 136                           | 0                                    | 0                    | 11                            |
| Пол    | Производња и снабдевање   | Грађевинарство                | Трговина                             | Хотели и ресторани   | Саобраћај, складиштење и везе |
| Мушки  | 0                         | 8                             | 4                                    | 0                    | 4                             |
| Женски | 0                         | 1                             | 1                                    | 0                    | 0                             |
| УКУПНО | 0                         | 9                             | 5                                    | 0                    | 4                             |
| Пол    | Финансијско посредовање   | Некретнине                    | Државна управа и одбрана             | Образовање           | Здравствени и социјални рад   |
| Мушки  | 0                         | 0                             | 3                                    | 2                    | 1                             |
| Женски | 0                         | 0                             | 0                                    | 1                    | 1                             |
| УКУПНО | 0                         | 0                             | 3                                    | 3                    | 2                             |
| Пол    | Остале услужне активности | Приватна домаћинства          | Екстериторијалне организације и тела | Непознато            | Непознато                     |
| Мушки  | 1                         | 0                             | 0                                    | 5                    | 5                             |
| Женски | 2                         | 0                             | 0                                    | 0                    | 0                             |
| УКУПНО | 3                         | 0                             | 0                                    | 5                    | 5                             |

## Галерија
- Сеоски крст